# Producto de Wallis

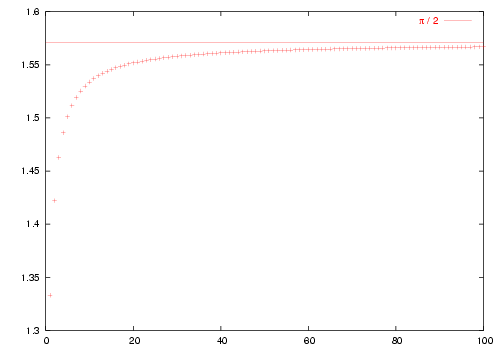
Gráfico del desarrollo parcial del producto de Wallis.

En matemáticas, se conoce como producto de Wallis una expresión utilizada para representar el valor de π que fue descubierta por John Wallis en 1655 y que establece que:

{\displaystyle \prod _{n=1}^{\infty }\left({\frac {2n}{2n-1}}\cdot {\frac {2n}{2n+1}}\right)={\frac {2}{1}}\cdot {\frac {2}{3}}\cdot {\frac {4}{3}}\cdot {\frac {4}{5}}\cdot {\frac {6}{5}}\cdot {\frac {6}{7}}\cdot {\frac {8}{7}}\cdot {\frac {8}{9}}\cdots ={\frac {\pi }{2}}}

## Demostración
Antes que nada se debe considerar que las raíces de sen(x)/x son ±nπ, donde n = 1, 2, 3.... Entonces, se puede expresar el seno como un producto infinito de factores lineales de sus raíces:

{\displaystyle {\frac {\operatorname {sen}(x)}{x}}=k\left(1-{\frac {x}{\pi }}\right)\left(1+{\frac {x}{\pi }}\right)\left(1-{\frac {x}{2\pi }}\right)\left(1+{\frac {x}{2\pi }}\right)\left(1-{\frac {x}{3\pi }}\right)\left(1+{\frac {x}{3\pi }}\right)\cdots \qquad \ {\textrm {donde}}~k~{\textrm {es~una~constante}}}

Para encontrar la constante k, se toma el límite en ambos lados:

{\displaystyle \lim _{x\to 0}{\frac {\operatorname {sen}(x)}{x}}=\lim _{x\to 0}\left(k\left(1-{\frac {x}{\pi }}\right)\left(1+{\frac {x}{\pi }}\right)\left(1-{\frac {x}{2\pi }}\right)\left(1+{\frac {x}{2\pi }}\right)\left(1-{\frac {x}{3\pi }}\right)\left(1+{\frac {x}{3\pi }}\right)\cdots \right)=k}

Sabiendo que:

{\displaystyle \lim _{x\to 0}{\frac {\operatorname {sen}(x)}{x}}=1}

Se hace k=1. Obtenemos la fórmula de Euler-Wallis para el seno:

{\displaystyle {\frac {\operatorname {sen}(x)}{x}}=\left(1-{\frac {x}{\pi }}\right)\left(1+{\frac {x}{\pi }}\right)\left(1-{\frac {x}{2\pi }}\right)\left(1+{\frac {x}{2\pi }}\right)\left(1-{\frac {x}{3\pi }}\right)\left(1+{\frac {x}{3\pi }}\right)\cdots }

{\displaystyle {\frac {\operatorname {sen}(x)}{x}}=\left(1-{\frac {x^{2}}{\pi ^{2}}}\right)\left(1-{\frac {x^{2}}{4\pi ^{2}}}\right)\left(1-{\frac {x^{2}}{9\pi ^{2}}}\right)\cdots }

Haciendo x=π/2, se obtiene:

{\displaystyle {\frac {1}{\pi /2}}=\left(1-{\frac {1}{2^{2}}}\right)\left(1-{\frac {1}{4^{2}}}\right)\left(1-{\frac {1}{6^{2}}}\right)\cdots =\prod _{n=1}^{\infty }\left(1-{\frac {1}{4n^{2}}}\right)}

{\displaystyle {\frac {\pi }{2}}=\prod _{n=1}^{\infty }\left({\frac {4n^{2}}{4n^{2}-1}}\right)}

{\displaystyle =\prod _{n=1}^{\infty }\left({\frac {2n}{2n-1}}\cdot {\frac {2n}{2n+1}}\right)={\frac {2}{1}}\cdot {\frac {2}{3}}\cdot {\frac {4}{3}}\cdot {\frac {4}{5}}\cdot {\frac {6}{5}}\cdot {\frac {6}{7}}\cdots }